# Championnat de Tunisie féminin de football de deuxième division
 (février 2018).
Le championnat de Tunisie féminin de football de deuxième division regroupe onze équipes. 

## Clubs de l'édition 2015-2016
- Association sportive féminine de Sbeïtla
- Association sportive féminine de Haffouz
- Football Club de Fériana
- Stade féminin de Kairouan
- Association sportive féminine d'El Ouardia
- Perle sportive de Sfax

## Palmarès
Les champions sont : 
- 2004-2005 : Stade féminin de Sfax
- 2005-2006 : Ribat sportif de Monastir
- 2006-2007 : Leptis sportive féminine de Lamta
- 2007-2008 : Association sportive des PTT de Bizerte
- 2008-2009 : Stade féminin de Kairouan
- 2009-2010 : Espoir sportif féminin de Djedeida (poule nord) et Association sportive féminine de Gafsa (poule sud)
- 2012-2013 : Cité universitaire Bardo II
- 2013-2014 : Majd sportif féminin de Sidi Bouzid
- 2014-2015 : Association sportive féminine de Sousse